# 貝靈格鎮區 (密歇根州)
貝靈格鎮區（英語：Bearinger Township）是位於美國密歇根州普雷斯克艾爾縣的一個行政鎮區。

## 地方資料
貝靈格鎮區的面積為164.70平方千米，當中陸地面積為159.20平方千米，而水域面積為5.50平方千米。根據2020年美國人口普查的數據，當地共有人口371人，而人口密度為每平方千米2.25人。